# Jane Tregunno
Elizabeth Jane Tregunno, po mężu Stamp (ur. 9 lipca 1962 w St. Catharines) – kanadyjska wioślarka, srebrna medalistka olimpijska i brązowa medalistka mistrzostw świata.

## Kariera
W 1978 zdobyła brązowy medal w ósemkach na mistrzostwach świata juniorów w Belgradzie. Następnie wywalczyła złoto w tej konkurencji na mistrzostwach świata juniorów w Moskwie w 1979.
Wystąpiła na igrzyskach olimpijskich w Los Angeles w 1984, gdzie osada Kanady w składzie: Marilyn Brain, Angela Schneider, Barbara Armbrust, Jane Tregunno i Lesley Thompson zdobyła srebrny medal w czwórkach ze sternikiem. W finale A o 2,55 sekundy przegrały z osadą Rumunii, a o 1,74 sekundy wyprzedziły Australijki. Na rozgrywanych cztery lata później igrzyskach olimpijskich w Seulu zajęła siódme miejsce w tej samej konkurencji.
W czwórkach ze sternikiem wywalczyła także złoty medal na mistrzostwach świata w Nottingham (1986), startując razem z Jennifer Walingą, Christiną Clarke, Tricią Smith i Lesley Thompson-Willie.
Ponadto wywalczyła złoty medal w czwórkach ze sternikiem na igrzyskach Wspólnoty Narodów w Edynburgu w 1986.
Po zakończeniu kariery pracowała jako księgowa.